# Komitet Wolny Kaukaz
Komitet Wolny Kaukaz – nieformalna organizacja powstała w 1994 z inicjatywy krakowskich anarchistów, przeciwnych rosyjskiej polityce wobec Czeczeńskiej Republiki Iczkerii. KWK za cel stawiał sobie propagowanie idei wolnej Czeczenii oraz innych narodów Kaukazu. Jednym z jego członków jest dziennikarz i happener Piotr Lisiewicz.
Komitet prowadził działalność informacyjną, organizował wykłady, manifestacje, również okazyjne zbiórki ubrań i żywności dla uchodźców przebywających w Polsce. Grupa prowadziła wielokrotne protesty pod rosyjskimi placówkami konsularnymi w Poznaniu i Krakowie oraz pod Ambasadą Federacji Rosyjskiej w Warszawie.
23 lutego 2000 poznański oddział KWK zorganizował pikietę przed rosyjskim konsulatem w Poznaniu. Grupa demonstrowała w symbolicznym geście solidarności w 56. rocznicę deportacji ludności czeczeńskiej dokonanej przez stalinowski reżim. Kilkoro manifestujących przedostało się na teren placówki, gdzie zniszczyli rosyjską flagę i namalowali napisy czerwoną farbą. Wywołało to skandal dyplomatyczny, a rosyjskie media nazwały zdarzenie „bandycką akcją”. Sąd skazał pięciu uczestników za naruszenie miru domowego. Dostali po 10 miesięcy więzienia w zawieszeniu, musieli także zapłacić odszkodowanie urzędowi miasta.
Po wybuchu wojny rosyjsko-gruzińskiej latem 2008, witryna internetowa KWK była permanentnie atakowana przez crackerów, co doprowadziło do wypowiedzenia umowy przez firmę hostingową, na której serwerach znajdowała się witryna.